# Vivo sospesa
| Recensione | Giudizio |
| ---------- | -------- |
| Il Tempo   |          |

Vivo sospesa è il primo album in studio della cantautrice italiana Nathalie, pubblicato il 16 febbraio 2011.

## Il disco
L'album è composto da undici tracce, tra le quali figurano anche due brani in inglese e uno in francese, seconda lingua madre della cantante. Solo su iTunes è disponibile la bonus track Searching.
Tra le canzoni in italiano incluse nell'album compaiono l'omonimo singolo di lancio Vivo sospesa, presentato in gara al Festival di Sanremo 2011, e In punta di piedi, pubblicato subito dopo la vittoriosa partecipazione della cantante alla quarta edizione di X Factor e già contenuto nell'omonimo EP In punta di piedi.
Il disco mescola tra loro i suoni della musica indie con quelli mainstream. Le canzoni in esso incluse sono prevalentemente rock con sfumature pop, ma non mancano brani con melodie più aperte ed ariose, come ad esempio In punta di piedi. La critica musicale ha riscontrato nell'album alcune influenze da parte di tutta la musica rock d'autore, ma anche da parte di artisti come Elisa e Kate Bush. La traccia che dà il titolo all'album ha inoltre forti influenze folk
I testi delle undici tracce dell'album sono fortemente introspettivi, e propongono spesso tematiche legate alle esperienze personali.
L'album ha raggiunto la posizione numero 98 fra gli album più venduti nel 2011.

### Promozione
La promozione dell'album ha avuto inizio con la partecipazione di Nathalie al Festival di Sanremo 2011. Dopo l'evento televisivo, la cantante ha presentato il disco mediante alcuni incontri all'interno di diversi negozi di dischi delle principali città italiane. La tournée collegata all'album, intitolata Vivo sospesa... in tour, parte invece il 10 marzo 2011 da Cascina (Pisa), per toccare poi città come Firenze, Milano, Torino e Roma.

## Tracce
Edizione standard
Testi e musiche di Nathalie.
1. Paura del buio – 2:58
2. Vivo sospesa – 3:33
3. Intimate Colours – 3:49
4. In punta di piedi – 3:38
5. Nello specchio – 4:05
6. Cuore calmo – 3:09
7. Lungo le sponde del fiume – 3:25
8. Suspended – 4:26
9. Mucchi di gente – 3:48
10. Sogno freddo – 3:35
11. Manteau noir – 2:45

Traccia bonus disponibile solo su iTunes
1. Searching – 2:54

## Formazione
- Nathalie – voce, pianoforte, chitarra acustica
- Roberto Gualdi – batteria
- Lucio Fabbri – chitarra elettrica, chitarra acustica, basso, tastiera, mandolino, violino, viola, violoncello (tracce 2, 4)
- Antonio Petruzzelli – basso
- Francesco Tosoni – basso (traccia 1), programmazione, chitarra elettrica, chitarra acustica
- Roberto Izzo – violino
- Raffaele Rebaudengo – viola
- Stefano Cabrera – violoncello

## Classifiche
| Classifica (2011) | Posizione massima |
| ----------------- | ----------------- |
| Italia            | 6                 |
| Svizzera          | 84                |

### Andamento nella classifica italiana
| Posizione | 6 | 7 | 13 | 18 | 22 | 30 | 48 | 46 | 54 | 59 | 61 | 55 | 80 |

### Classifiche di fine anno
| Classifica (2011) | Posizione |
| ----------------- | --------- |
| Italia            | 98        |